# Jan Linhart z Windisch-Grätze
Jan Leonhard z Windisch-Graetze/Grätze (německy Johann Leonhard von Windisch-Graetz, 1589–1650 ) byl rakouský šlechtic, svobodný pán z Windisch-Graetze (dnes Slovenj Gradec ve Slovinsku).

## Život

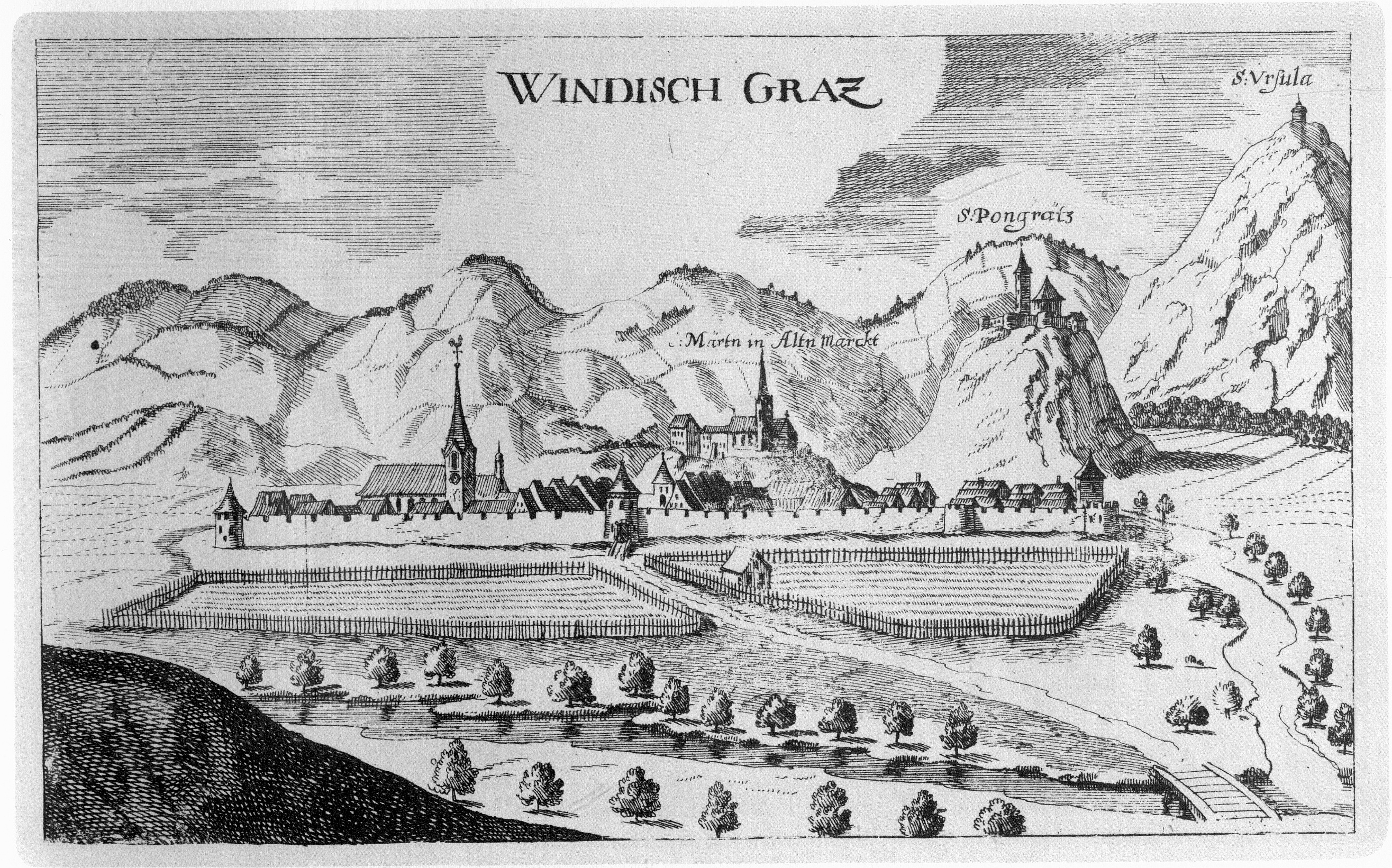
Windisch-Grätz / Slovenj Gradec (kolem roku 1681)

Narodil se jako syn svobodného pána Jana II. z Windisch-Graetze (1561–1589) a jeho manželky Alžběty z Ernau a vnuk Jakuba II. z Windisch-Graetze (1524–1577) a jeho manželky Anny Marie Welzerové z Ebersteinu († 1580). Měl bratra Mořice (1587–1643).

### Manželství a potomstvo
Jan Linhart z Windisch-Grätze byl celkem třikrát ženat:
V prvním manželství byl ženatý se svobodnou paní Polyrenou Žofií z Teuffenbachu († 14. března 1621). Měli pravděpodobně 15 dětí, z toho: 
- Žofie Alžběta, provdaná za svobodného pána Otu Bedřicha z Herbersteinu
- Jan Ota († 1619)
- Eleonora
- Marie
- Ester
- Ferdinand Arnošt
- Kryštof
- Gottfried
- Bedřich (zabit v bitvě)
- Zikmund
- Ferdinand

Ve druhém manželství byl ženat se svobodnou paní Marií Alžbětou z Putze († 1639). Manželé měli několik dětí (ty podle jiného zdroje pocházely z prvního manželství):
- Viktor († po 19. listopadu 1682), ženatý I. 1659. se svobodnou paní Ester z Leiseru, II. 1671 s Justinou Bussy z Hoerche
- Jan Kryštof (1635 – 19. listopadu 1682), ženatý I. 1660 se svobodnou paní Sidonií Kateřinou z Geisrucku, II. dne 18. května 1670 s hraběnkou Annou Magdalenou z Wurmbrand-Stuppachu († 24. října 1676). Z prvního manželství měl syna:
  - Kryštof Ehrenreich († 1732), otec hraběte Gottlieba z Windisch-Graetze (1715–1784)
- Jiří Bedřich (padl v bitvě)
- Polyxena Františka, provdaná I. za svobodného pána Zikmunda z Herbersteinu († 1640), II. Philipp Rudolf von Grünthal

Třetí manželství uzavřel se svobodnou paní Johannou z Metnitz, toto manželství však zůstalo bezdětné.
Byl mj. pradědem hraběte Gottlieba z Windisch-Graetze (1715–1784).